# Stefan Berger (Politiker, Mai 1969)
Stefan Berger (* 3. Mai 1969; heimatberechtigt in Linden) ist ein Schweizer Politiker (SP) und Unternehmer.

## Leben
Stefan Berger absolvierte eine Lehre als Metallkundelaborant, später ein Chemiestudium an der Ingenieurschule Burgdorf, ergänzt mit weiteren Studien in Medizinaltechnik und Betriebswirtschaft. Für das Projekt „Mikro Dosiereinheit für Bioreaktoren“ gewann Berger – zusammen mit Simon Zumbrunnen, Philipp Haslebacher und der von Berger mitbegründeten Firma ReseaChem GmbH – den Ypsomed-Preis 2015. Er ist Gründer und Mitinhaber einer Firma für Dienstleistungen in den Bereichen chemischer Analysen und Synthesen und Biotechnologie.
Seine Lebenspartnerin ist die kantonalbernische SP-Regierungsrätin Evi Allemann.

## Politik
Stefan Berger war ab 2004 Mitglied des Stadtrates von Burgdorf und gehörte ab 2005 der Geschäftsprüfungskommission an, welcher er ab 2013 auch als Präsident vorstand. Von 2006 bis 2011 war er Fraktionspräsident und 2012 Stadtratspräsident. Seit dem 1. Januar 2017 ist er Stadtpräsident von Burgdorf und seit September 2017 hat er einen Sitz im Grossen Rat, der Legislative des Kantons Bern.
Stefan Berger ist im Vorstand der SP Burgdorf und war von 2009 bis 2011 Präsident des Regionalverbands SP-Emmental. Seit 2013 gehört er den nationalen SP-Fachkommissionen Wissenschaft, Bildung und Kultur sowie Wirtschaft und Finanzen an.